# Піджак (фільм, 2005)
«Піджак» (англ. The Jacket) — американський фантастичний трилер режисера Джона Мейбері з Едрієном Броді та Кірою Найтлі у головних ролях, знятий за сценарієм Мессі Таджедіна, написаним на основі оповідання Марка Рокко і Тома Блікера та частково на основі роману Джека Лондона «Міжзоряний мандрівник».

## Сюжет
Отримавши кульове поранення в голову під час бойових дій, Джек Старкс повертається 1992 року у Вермонт для подальшого лікування через напади амнезії. Крокуючи вздовж дороги, він бачить на узбіччі машину, біля якої сидить нетвереза молода жінка, а поруч знаходиться дівчинка Джекі. Полагодивши машину, Старкс віддає на пам'ять дівчинці свої військові жетони, а сам продовжує шлях. Через деякий час його підбирає незнайомець на машині, а потім їх зупиняє поліцейський для перевірки документів.
Старкса знаходять лежачим біля вбитого поліцейського, але він не може нічого пояснити через напад амнезії. Його визнають непідсудним та направляють до психіатричної лікарні.
Доктор Томас Бекер, що практикує нетрадиційні методи лікування, призначає Старксу перебування деякий час у ящику, схожому на домовину, у гамівній сорочці, яку працівники лікарні називають «піджаком». Ця процедура більше схожа на тортури. За підказкою пацієнта лікарні Руді Маккензі наступного разу Старкс, щоб легше перенести процедуру перебування у «піджаку», намагається розслабитися, впадає в транс і несподівано опиняється у майбутньому, у 2007 році, де зустрічається з дорослою Джекі, від якої дізнається, що він помер через кілька днів після процедури перебування у «піджаку».

## У ролях
| Актор                | Роль                |
| -------------------- | ------------------- |
| Едрієн Броді         | Джек Старкс         |
| Кіра Найтлі          | Джекі Прайс         |
| Лаура Марано         | маленька Джекі      |
| Кріс Крістофферсон   | доктор Томас Бекер  |
| Дженніфер Джейсон Лі | доктор Бет Лоренсон |
| Денієл Крейґ         | Руді Маккензі       |
| Келлі Лінч           | Джин Прайс          |
| Бред Ренфро          | незнайомець         |
| Стівен Маккінтош     | доктор Гопкінс      |
| Брендан Койл         | Деймон              |

## Критика
Фільм отримав змішані, переважно позитивні відгуки: Rotten Tomatoes дав оцінку 44 % на основі 163 відгуків від критиків і 73 % від більш ніж 50 000 глядачів.